# Atheneskolen
Atheneskolen er en privatskole i Lundtofte for højt begavede børn. 

## Historie
Skolen blev i 2004 stiftet under navnet Mentiqa af Pernille Buch-Rømer, der i september 2006 blev afskediget som skoleleder. Skolen skiftede efterfølgende navn til Mimers Skole, men efter en afstemning blandt eleverne blev det vedtaget, at skolen skiftede navn til Atheneskolen. Skolen blev indtil sommeren 2008 ledet af norske Gro Lilian Hallingstad og senere Lea Ørsted. Jeppe Kristoffer Lilholt var leder fra 2018 til 2022. I denne periode nåede skolen op på over 200 elever. 
Fra 2004 til 2025 lå den på Rosenkæret i Søborg, Gladsaxe Kommune. I sommerferien 2025 flyttede den til Lundtoftevej i Lyngby, ved Danmarks Tekniske Universitet, Maskinmesterskole og ungdomsuddannelser.

## Virksomhed
Skolen bestræber at undervise eleverne på deres niveau gennem undervisningsdifferentiering.
For at kunne blive optaget på skolen skal eleven have en intelligenskvotient (IQ) på mindst 130, et krav de to procent bedst begavede børn opfylder. Dette afgøres ved en såkaldt WISC-test (en intelligenstest for børn). 